# Michel Jasmin
 (juin 2018).
Si vous disposez d'ouvrages ou d'articles de référence ou si vous connaissez des sites web de qualité traitant du thème abordé ici, merci de compléter l'article en donnant les références utiles à sa vérifiabilité et en les liant à la section « Notes et références ».
Pour les articles homonymes, voir Jasmin (homonymie).
Michel Jasmin est un animateur de télévision et de radio canadien né le 13 août 1945 à Ville Saint-Laurent.

## Biographie

### Carrière

#### Débuts à la radio
Michel Jasmin possède un diplôme d'études universitaires en psycho-pédagogie. Cependant, il n'a œuvré dans ce domaine que pendant deux ans. En 1968, il commence sa carrière artistique à la radio CKJL de Saint-Jérôme. Il y travaille comme reporter, journaliste et lecteur de nouvelles. Puis, de 1969 à 1981, il est animateur-vedette au réseau Radiomutuel. Il y présente des documentaires radiophoniques : 5 de ceux-ci ont remporté des prix.
En 1973, il est victime d'un accident de voiture qui le rend paraplégique. Deux ans plus tard, il devient directeur des programmes au CKCH de Hull. En 1987, un autre accident amène les médecins à prononcer un verdict d'amputation, ce qui est finalement évité. 

#### Carrière à la télévision
Il fait ses débuts à la télévision quatre ans plus tard, au réseau TVA. Jusqu'en 1984, il y anime plusieurs émissions : des jeux, des émissions de variétés et un talk-show homonyme Michel Jasmin diffusé sur la station de radio montréalaise CKMF-FM 94,3. Cette émission très populaire attire entre 2,4 et 2,8 millions en cotes d'écoute chaque soir. Le 19 juin 1981, Céline Dion, jeune chanteuse de 13 ans, fait sa première apparition à la télé en chantant à son émission.
Il est, par ailleurs, le dernier journaliste auquel l'acteur Patrick Dewaere accorda une interview, dans son jardin Impasse du Moulin-Vert, trois jours avant son suicide le 16 juillet 1982. 
Il produit et anime, en 1984, Variétés Michel Jasmin, une émission de variétés à grand déploiement diffusée en direct sur les ondes de Radio-Québec. En mars 1994, il publie son autobiographie, Debout la vie, qui se vend à 20 000 exemplaires. Michel Jasmin y parle d'espoir, de motivation et de forces acquises par les expériences vécues à la suite de son accident. En 1998, il anime une émission quotidienne de 90 minutes à l'antenne de la radio CHRC de Québec. Les invités de cette émission sont issus de toutes les sphères de la société, autant Ginette Reno, Jacques Demers que Sheila Copps.
En 2000, après quelques remplacements au Poing J et à Salut Bonjour Week-end, c'est le grand retour à TVA. Depuis, Michel Jasmin y reçoit chaque jour une personnalité avec qui il s'entretient en direct.

### Vie privée
En 1968, Michel Jasmin annonce ouvertement son homosexualité, en réponse à certaines pressions et menaces qu'il subissait vis-à-vis de son orientation sexuelle. Il a un fils, qu'il n'a jamais connu ni rencontré.
En 2005, lors de ses vacances estivales, une douleur au pied droit et une forte fièvre le forcent à se rendre à l'hôpital. Les médecins doivent lui retirer une des tiges de métal installées dans sa jambe, mais la fièvre demeure toujours aussi intense. Ils décident donc de l'amputer à mi-mollet. Après quelques semaines de réadaptation, il réapparaît dans son émission à la fin septembre de la même année.

## Récompenses
- 2006 : Prix hommage au Gala Artis